# Andrena montrosensis
Andrena montrosensis är en biart som beskrevs av Henry Lorenz Viereck och Cockerell 1914. Andrena montrosensis ingår i släktet sandbin, och familjen grävbin. Inga underarter finns listade i Catalogue of Life.